# Nagy László (kézilabdázó)
Nagy László (Székesfehérvár, 1981. március 3. –) kétszeres Bajnokok Ligája-győztes magyar válogatott kézilabdázó, jobbátlövő. A magyar válogatottal, amelynek 2005-2009-ig, majd 2012 és 2017 között csapatkapitánya volt, a 2004-es és a 2012-es olimpián is negyedik helyen végzett. Nevelőegyesülete, a Pick Szeged után 2000 és 2012 között a spanyol Barcelona kézilabdacsapatában játszott, majd a Veszprém játékosa lett. A katalán csapat játékosaként két alkalommal nyerte meg a sportág legjelentősebb klubtrófeáját, illetve egy alkalommal a második számú kupasorozatban, az EHF-kupában is az első helyen végzett.
A Handball Planet magazin olvasói 2011-ben a világ legjobb játékosának választották. A 2013-as világbajnokság All-Star csapatának is tagja volt, Magyarországon négyszer választották az év kézilabdázójának.
A magyar válogatottban 209 találkozón lépett pályára és 749 gólt szerzett, kisebb megszakítással tíz évig volt a nemzeti csapat kapitánya.
2019. május 10-én, 22 éves pályafutást követően jelentette be visszavonulását, és hogy ezt követően sportigazgatóként kezd dolgozni utolsó klubjánál, a Telekom Veszprémnél.

## Pályafutása

### Klubcsapatokban
Egyéves volt, mikor családja Szegedre költözött. Édesapja profi kosárlabdázó volt, Nagy is kosárlabdával kezdte sportolói pályafutását. Tizenhárom évesen a magyar U-13-as válogatott tagja volt, lehetőséggel, hogy az Egyesült Államokban tanuljon és váljon profi kosarassá, ő azonban a kézilabdát választotta, amelynek alapjaival az iskolájában ismerkedett meg. A Pick Szeged utánpótlás csapataiban kezdett kézilabdázni, ahol együtt játszott többek között későbbi válogatottbeli társaival, Buday Dániellel és Laluska Balázzsal. 1997-ben mutatkozott be a felnőttek között, abban az évben és 1998-ban bronzérmet szerzett a serdülő Európa-bajnokságon, majd az ifjúságiak között aranyérmet nyert 1999-ben. 2000-ben igazolt az akkor a világ legjobb csapatának számító Barcelonához, ahol a korábbi világklasszist, Inaki Urdangarint kellett pótolnia. Valero Rivera, a katalánok vezetőedzője személyesen utazott Magyarországra, hogy Nagy szerződtetéséről tárgyaljon. Nyolcéves szerződést írtak alá, összességében tizenkét évet töltött a csapatnál, amelynek egy időben kapitánya is volt. Kétszer nyert a klubbal Bajnokok Ligáját. Négyszeres spanyol bajnok és négyszeres Spanyol Kupa-győztes, 2003-ban EHF-kupát nyert a klub játékosaként. 
2012 nyarán tért haza Magyarországra, a Veszprém csapata 500 000 eurót fizetett Nagyért, aki négy évre írt alá. Hárommillió eurós fizetésével, ami a szerződésében szerepelt erre az időszakra, akkoriban ő lett a sportág legtöbbet kereső játékosa.
A bakonyi klubbal hatszor nyert magyar bajnoki címet, a Magyar Kupát pedig hatszor emelhette magasba. A regionális SEHA-ligában két szezonban is aranyérmet szerzett a csapat, amelynek Nagy egy idő után kapitánya is lett. A Bajnokok Ligájában 2015-ben és 2016-ban is döntőbe jutott a Veszprémmel, azonban mindkét alkalommal elvesztette azt, előbb a Barcelona, majd a Kielce ellenében. 2019. május 10-én jelentette be, hogy a 2018–2019-es idény végén befejezi pályafutását. Az idény végén bajnoki címet ünnepelhetett nevelőklubja, a Pick Szeged ellenében, illetve újból bejutott csapatával a Bajnokok Ligája döntőjébe. Pályafutása utolsó mérkőzésén az északmacedón Vardar Szkopje 27–24-re legyőzte csapatát a sorozat döntőjében.

### A válogatottban
A korosztályos válogatottakkal több érmet szerzett világeseményeken. 1997-ben az ifjúsági Európa-bajnokságon bronzérmet, 1998-ban junior-Európa-bajnokságon újra bronzérmet, 1999-ben pedig az Ifjúsági Európa-bajnokságon aranyérmet nyert. 
1999-ben mutatkozott be a magyar válogatottban és részt vett az az évi világbajnokságon. További három világbajnokságon és három Európa-bajnokságon játszott. Legnagyobb sikere nemzetközi szinten két negyedik hely a 2004-es athéni és a 2012-es londoni olimpiai játékokon. A 2013-as férfi kézilabda-világbajnokságon beválasztották a torna All Star csapatába. 2004 és 2009 között, valamint 2012 és 2017 között csapatkapitánya volt a nemzeti csapatnak.
2017. október 9-én bejelentette visszavonulását a válogatottól, de ezt követően még a csapat segítségére volt a 2019-es világbajnokság Szlovénia elleni selejtezős mérkőzésein, valamint pályára lépett a tornán is, ahol a magyar válogatott a 10. helyen végzett. 
2005-ben és 2017-ben szerepelt a világválogatottban.
A magyar válogatott tagjaként több mint kétszáz alkalommal lépett pályára, 749 gólt szerzett.

### Vitája a szövetség vezetőségével

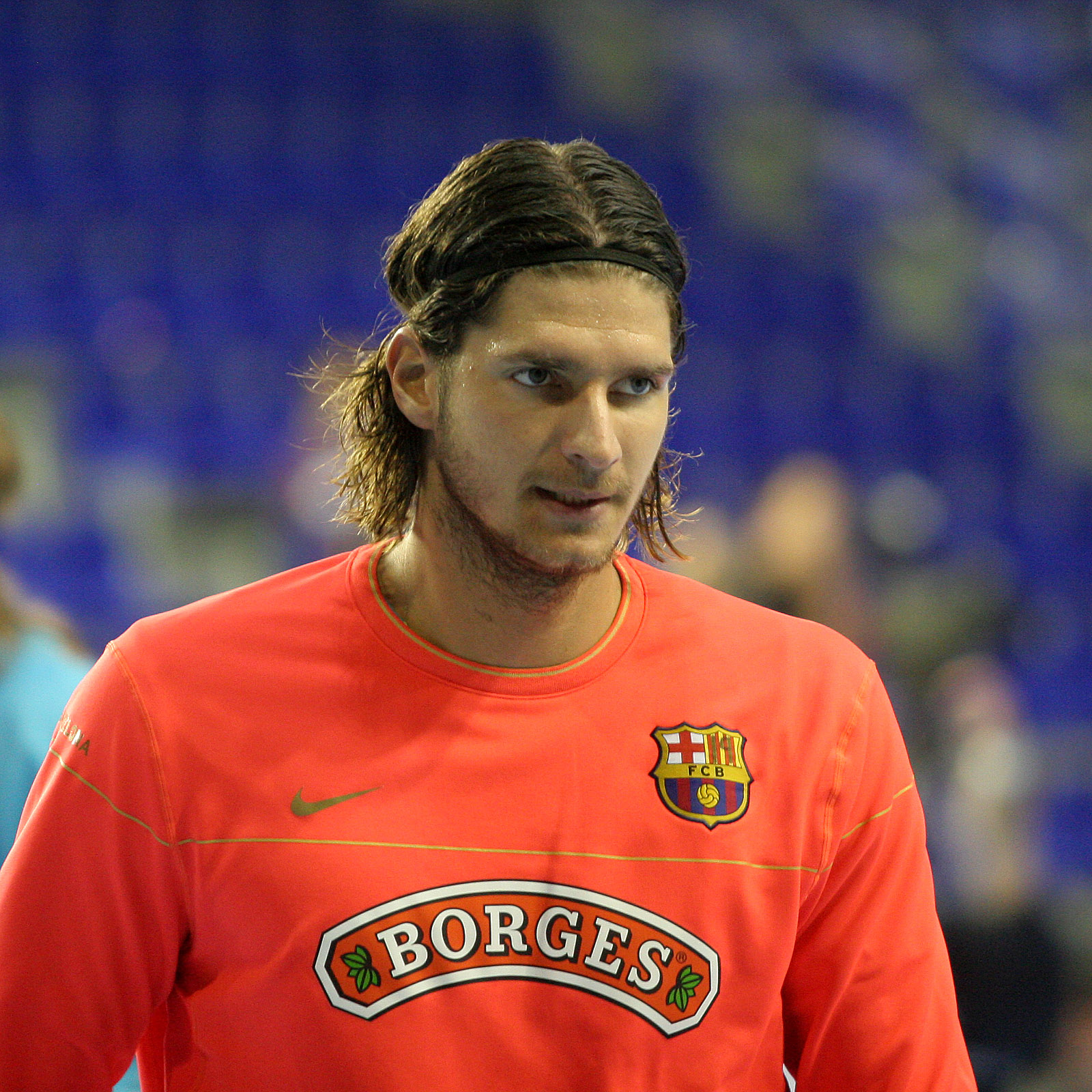
Nagy László a Barcelonában

2009. június 21-ét követően Nagy nem volt hajlandó játszani a magyar válogatottban, aminek indoklása szerint több oka is volt. Abban az időben az a hír terjedt el, hogy spanyol állampolgárságot szerezhet, és a későbbi világversenyeken Spanyolországot képviselheti, de a kézilabdázó többször is cáfolta ezt az állítást, illetve annak igazságalapját.
2010. november 2-án nyílt levélben osztotta meg gondolatait, érzéseit az előállt helyzettel kapcsolatban. Elmondta, hogy a válogatottnál tapasztalt feltételek messze nem voltak ideálisak, és a játékosokkal kapcsolatos biztosítási problémák is megoldatlanok voltak. Nagy a szövetséghez küldött levelében elmagyarázta az akkor fennálló viszonyokat: ha egy profi kézilabdázó egy válogatott meccsen megsérült, a biztosító a szövetségnek, nem a játékosnak fizetett kártérítést, dacára annak, hogy a játékos a kézilabdázásból él, és így ő az, aki anyagi kárt szenved, ha a sérülés miatt egy ideig nem tud játszani. Azt is elmondta, hogy 2009 vége óta tárgyalásokat folytatott a Magyar Kézilabda Szövetség elnökével, Sinka Lászlóval, de annak többszöri ígérete ellenére ez a helyzet jelentősen nem változott. Nagy kijelentette, hogy mindaddig, amíg a hozzáállásban nem tapasztal pozitív változást, addig nem fog sem Magyarországon, sem a magyar válogatott színeiben játszani.
A tárgyalások folytatódtak a 2011-es világbajnokság után is, és a végső határidő február 15-re került, hogy a felek megállapodásra jussanak. Nagy február 10-én nyilvánosságra hozta, hogy továbbra sem kíván pályára lépni a magyar válogatottban.
2012 nyarán, miután három évig nem szerepelt a magyar válogatottban és ezzel megfelelt az IHF vonatkozó kitételének, valamint időközben megkapta a spanyol állampolgárságot, lehetősége nyílt rá, hogy a londoni olimpián már spanyol válogatott tagjaként vegyen részt. Nagy mindeközben megegyezett hazatéréséről a Veszprém csapatával, ezért visszautasította az ajánlatot. 2012. június 10-én, a Norvégia elleni 27–21-es világbajnoki kvalifikációs győzelemmel véget érő találkozón újra pályára lépett a magyar válogatottban. A 2012-es olimpián negyedik lett a magyar csapat tagjaként.

## Család
Testvére, Nagy Levente szintén kézilabdázó, kapus, pályafutása során több élvonalbeli klubban is játszott. Nős, felesége Erika, lányuk, Debora 2007. június 20-án született.

## Sikerei, díjai
Klubcsapatokkal
- Nemzeti Bajnokság I:
  - Bajnok: 2013, 2014, 2015, 2016, 2017, 2019
    - 2. hely: 2018
    - 3. hely: 1998, 1999, 2000
- Magyar Kupa: 
  - Győztes: 2013, 2014, 2015, 2016, 2017, 2018
- SEHA-liga:
  - Győztes: 2015, 2016
- Liga ASOBAL:
  - Győztes: 2003, 2006, 2011, 2012
  - 2. hely: 2001, 2002, 2004, 2008, 2009, 2010
- Copa del Rey de Balonmano:
  - Győztes: 2004, 2007, 2009, 2010
  - 2 hely: 2002, 2003, 2005, 2008, 2011
- Spanyol Kupa:
  - Győztes: 2001, 2002, 2010, 2012
  - 2. hely: 2003, 2004, 2009, 2011
- Supercopa ASOBAL:
  - Győztes: 2003, 2006, 2008, 2009
  - 2. hely: 2004, 2009, 2010, 2011
- Bajnokok Ligája:
  - Győztes: 2005, 2011
  - Döntős: 2001, 2010, 2015, 2016, 2019
  - Elődöntős: 2008, 2014, 2017
- EHF-kupa:
  - Győztes: 2003
  - Döntős: 2002
- Klubcsapatok Európa-bajnoksága:
  - Győztes: 2003

A válogatottal
- Olimpiai 4. (2004)
- Világbajnoki 6. (2009)
- Olimpiai 4. (2012)

Egyéni elismerései
- Az év magyar kézilabdázója (2009, 2013, 2015, 2016)[23]
- Handball Planet szavazásán a világ legjobb kézilabdázója (2011)
- Magyar Arany Érdemkereszt (2012)
- A 2013-as férfi kézilabda-világbajnokság All-Star csapatának tagja.
- Magyar fair play-díj, cselekedet kategória (2016)[24]